# Els càntirs de Vilafranca
Los cantis de Vilafranca (Els càntirs de Vilafranca, en català normatiu) és una comèdia en un acte i en vers, original de Frederic Soler, estrenada al Teatre Català Romea, la nit del 12 de novembre de 1869. L'acció passa en un poble de muntanya.

## Repartiment de l'estrena
- Gràcia: Balbina Pi
- Isidre: Lleó Fontova
- Tomàs: Josep Clucellas
- Titos: Joan Bertran
- Borni: Iscle Soler
- Manel: Francesc Puig
- Cosme: Joaquim Pinós
- Toni: Joan Pi
- Pere: Artur Xatart
- Un notari: ?
- Un agutzil: ?
- Sis homes del Somatent: ?

## Edicions
- 1a ed.: Llibreria d'Eudalt Puig. Barcelona 1969
- 2ª ed.: Casa Editorial de Teatre. Bonavia i Duran, impressors. Barcelona, 1915